# 광학 마크 인식

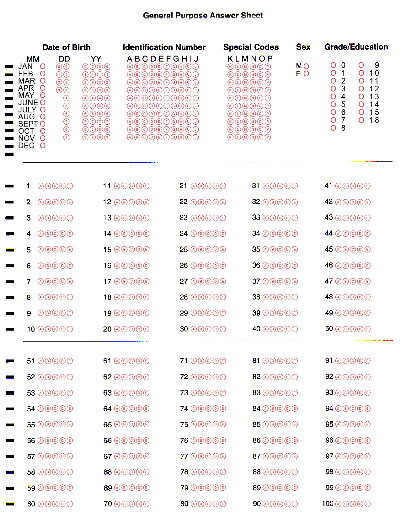
OMR 테스트 폼

광학 마크 인식(optical mark recognition 또는 optical mark reading: OMR)은 문서에 빛을 비춰 표시된 위치를 인식하여 데이터를 얻는 기술을 말한다. 즉 문서에서 컴퓨터로 데이터를 입력하는 방식 중 하나이다. 미리 정해진 규칙에 따라 문서에 작성된 표시를 읽기에 OCR과 달리 “문자 인식 엔진”이 필요없다. OMR에서 사용하는 마크(mark)는 다른 부분에 비해 높은 명암의 차이가 있고, 쉽게 알아볼 수 있어야 한다.
OMR이 주로 사용되는 것으로는 시험에 널리 사용되는 OMR카드가 있다. OMR카드에는 동그라미 또는 정사각형의 테두리가 미리 인쇄되어 있으며, 그 테두리 안쪽을 검게 채워서 답을 한다. 그 뒤 OMR카드는 기계에 넣어져 자동으로 채점을 한다.
또 다른 OMR의 이용 예로는 바코드가 있다.

## 같이 보기
- 광학 문자 인식(OCR)
- 컴퓨터용 사인펜